# Psili Korfi (Giouchtas)
Psili Korfi (griechisch Ψηλή Κορφή = hoher Gipfel) ist mit 811 Meter die höchste Erhebung des Höhenzugs Giouchtas, wenige Kilometer westlich von Archanes, auf der griechischen Insel Kreta. Auf dem höchsten Punkt befinden sich die Ruinen eines minoischen Gipfelheiligtums und eine Sendeanlage.

## Gipfelheiligtum

### Überlieferung und Erforschung

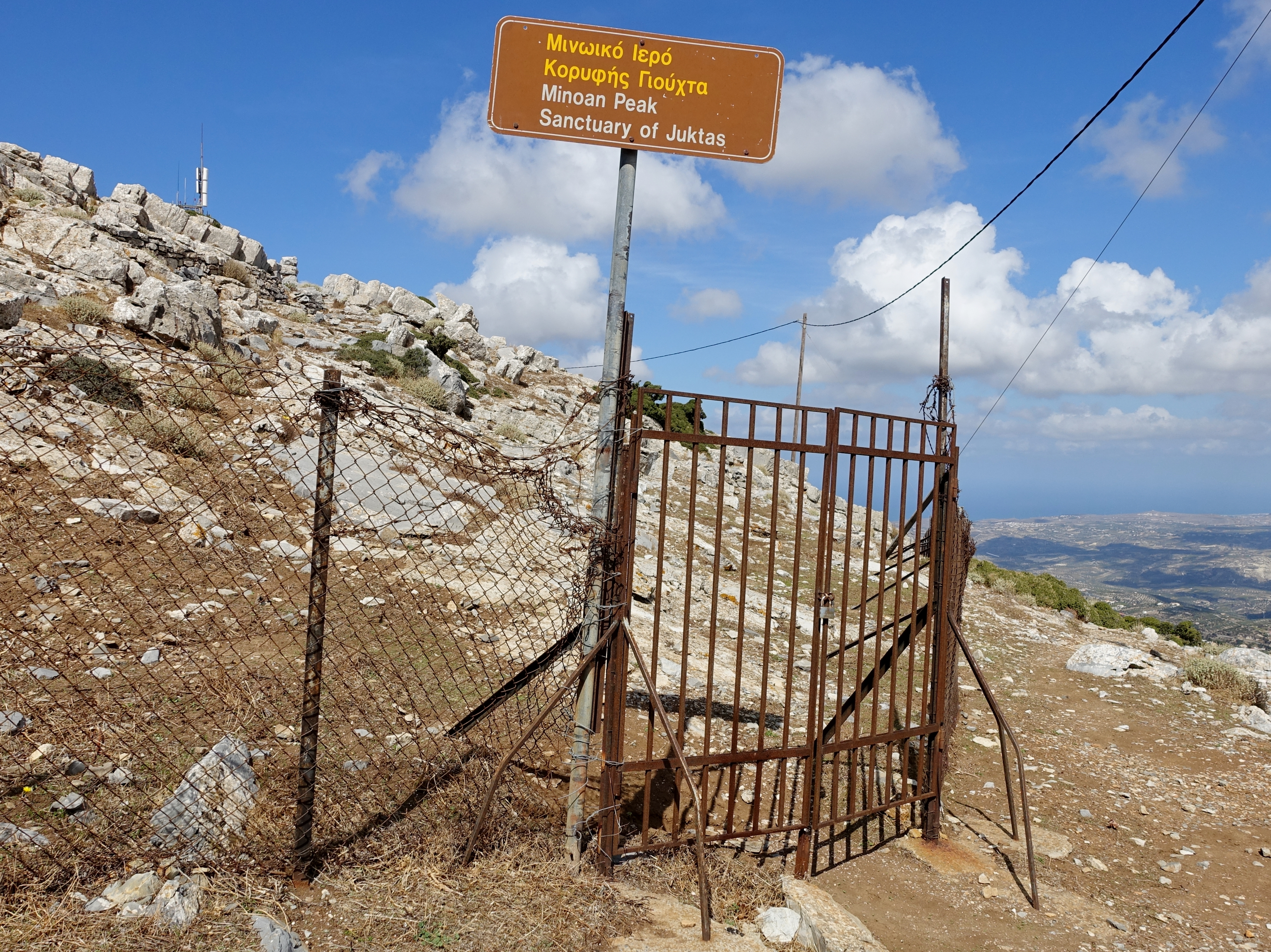
Hinweisschild zum Gipfelheiligtum

In der Antike glaubten die Kreter, dass sich auf dem Giouchtas das Grab des Gottes Zeus befände. Hierfür wurden sie von den übrigen Griechen, die an die Unsterblichkeit der Götter glaubten, als Lügner bezeichnet. Der Geschichtsschreiber Michael Psellos berichtete im 11. Jahrhundert n. Chr., dass sich auf dem Giouchtas ein Steinhaufen befand, den er für das Grab des Zeus hielt.
Im 19. Jahrhundert berichteten viele Reisende von Gebäuderesten auf dem Gipfel. 1894 besuchte Arthur Evans erstmals den Psili Korfi. Ende des 19. Jahrhunderts bestieg Antonio Taramelli den Giouchtas und fertigte eine Skizze der kyklopischen Mauer auf dem Berg an. 1909 kehrte Evans zurück und führte Ausgrabungen durch und entdeckte das Gipfelheiligtum. 1952 wurde auf dem Gipfel eine OTE-Sendestation errichtet und ein Teil der archäologischen Stätte zerstört. Von 1974 bis 1992 wurden Grabungen unter der Leitung der Archäologin Alexandra Karetsou durchgeführt.

### Geschichte

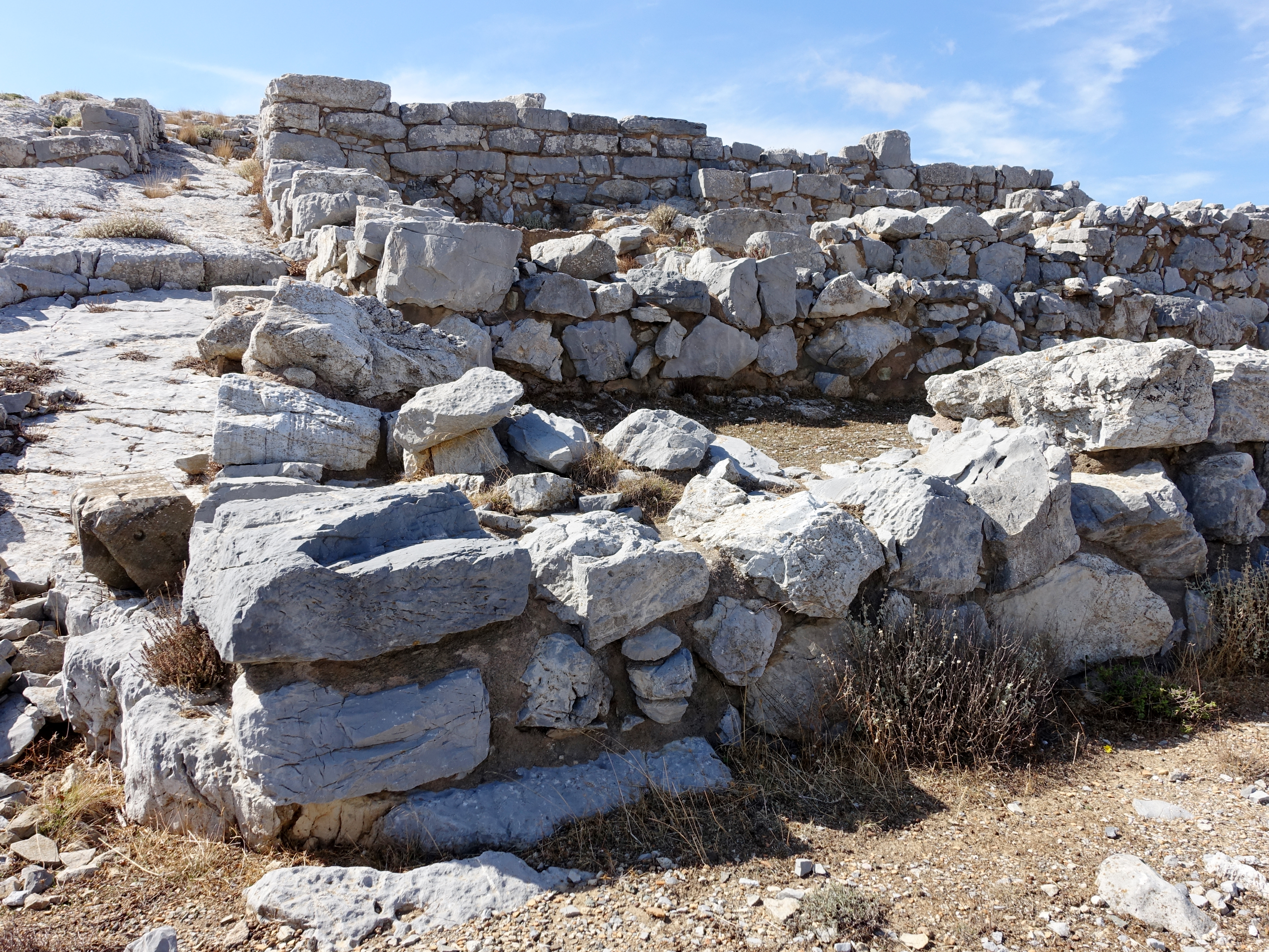
Gebäudereste auf dem Psili Korfi

Das erste Heiligtum auf dem Psili Korfi wurde zu Beginn der Mittelminoischen Periode (MM I A, ca. 2000 v. Chr.) errichtet. Zu dieser Zeit wurde vermutlich auch die 735 Meter lange, 3 Meter dicke und 3,50 Meter hohe kyklopische Umfassungsmauer erbaut, die eine Fläche von etwa 25.000 m² umgibt. Man fand jedoch einen Opfertisch vom Übergang von der mittelminoischen zur spätminoischen Zeit (MM III / SM I, um 1600 v. Chr.) in der Mauer verbaut, weshalb manche Forscher den Bau in diese Zeit verlegen. Eine gepflasterte Straße führte von Knossos zum Heiligtum Anemospilia am nördlichen Fuße des Giouchtas und von dort weiter zum Psili Korfi.
Während alle anderen bekannten Gipfelheiligtümer nach ihrer Zerstörung durch ein Erdbeben in der letzten Phase der Mittelminoischen Zeit (MM III A, um 1700 v. Chr.) aufgegeben wurden, bestand dieses weiter. Zu dieser Zeit errichtete man 75 Meter nördlich am Ort Alonaki (griechisch Αλώνακι = kleine Tenne) ein Empfangsgebäude. Um 1600 v. Chr. (MM III B) wurde das Heiligtum ein zweites Mal zerstört. Das Heiligtum wurde jedoch bis in spätgeometrische Zeit weiter genutzt.

### Beschreibung

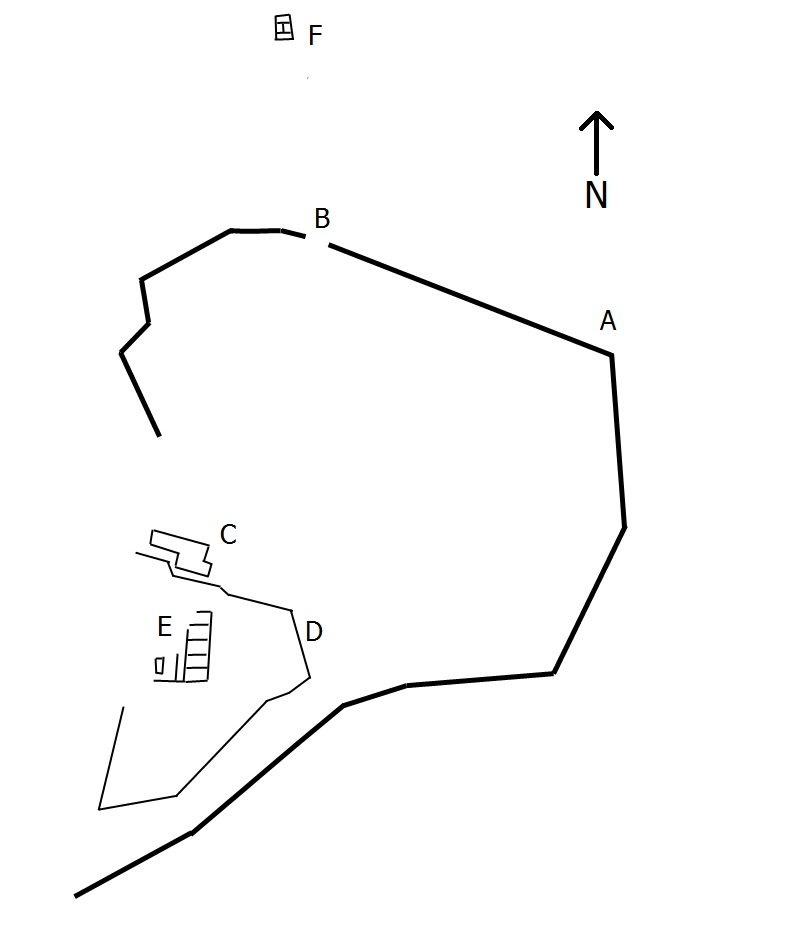
Plan des minoischen Gipfelheiligtums

Den heiligen Bezirk erreichte man in der Antike von Norden. 75 Meter nördlich der Umfassungsmauer in 730 Meter Höhe am Ort Alonaki, auch Sopata genannt, erreichte man ein Empfangsgebäude (F). In dem Gebäude wohnten die Priester des Heiligtums und verwahrten dort die für den Kult benötigten Utensilien. Die Reste eines Töpferofens und Bruchstücke von Töpferscheiben zeigen, dass es hier auch eine Töpferwerkstatt gab. In der Nähe gab es eine Quelle.

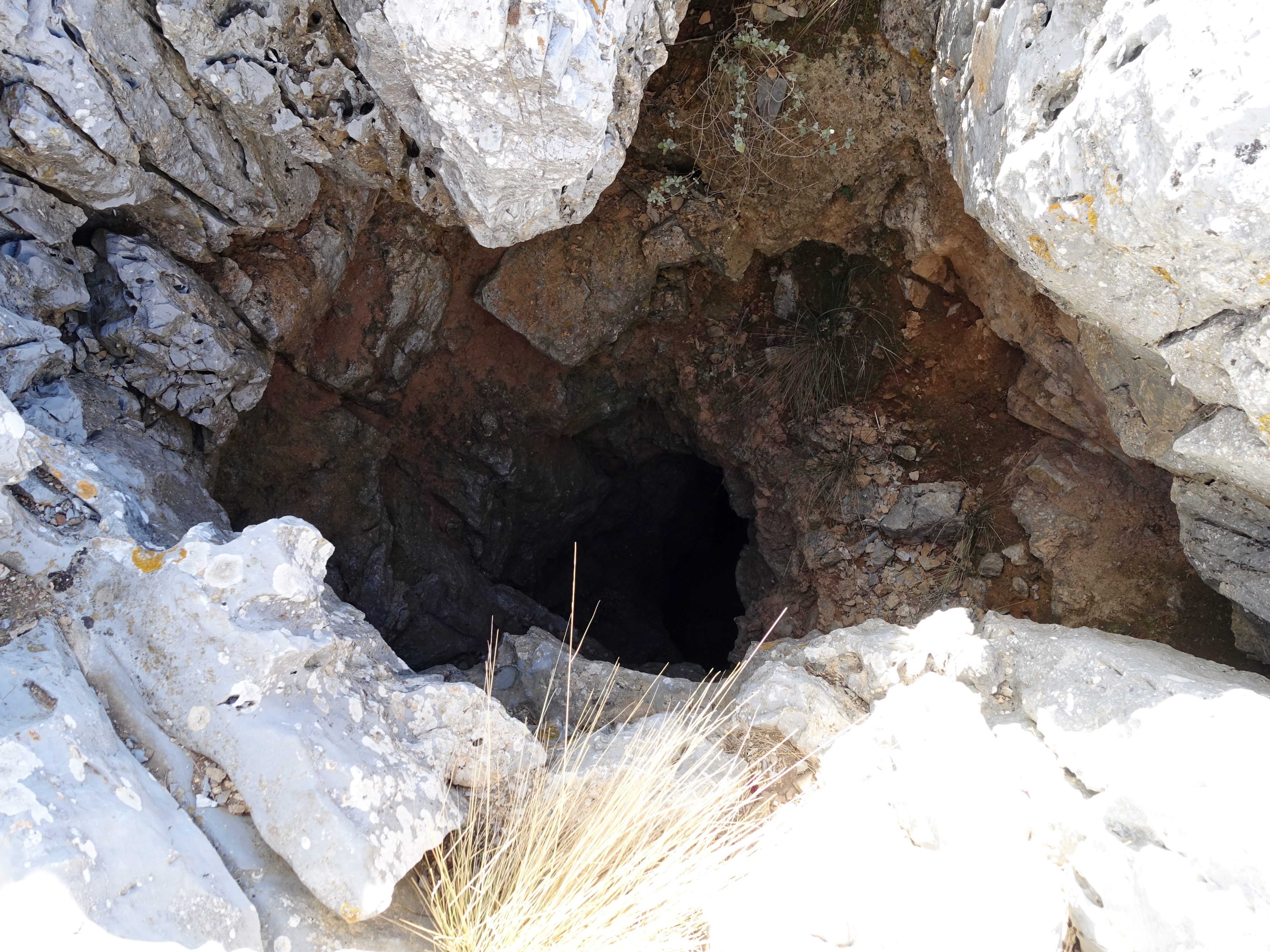
Erdspalte für Opfergaben

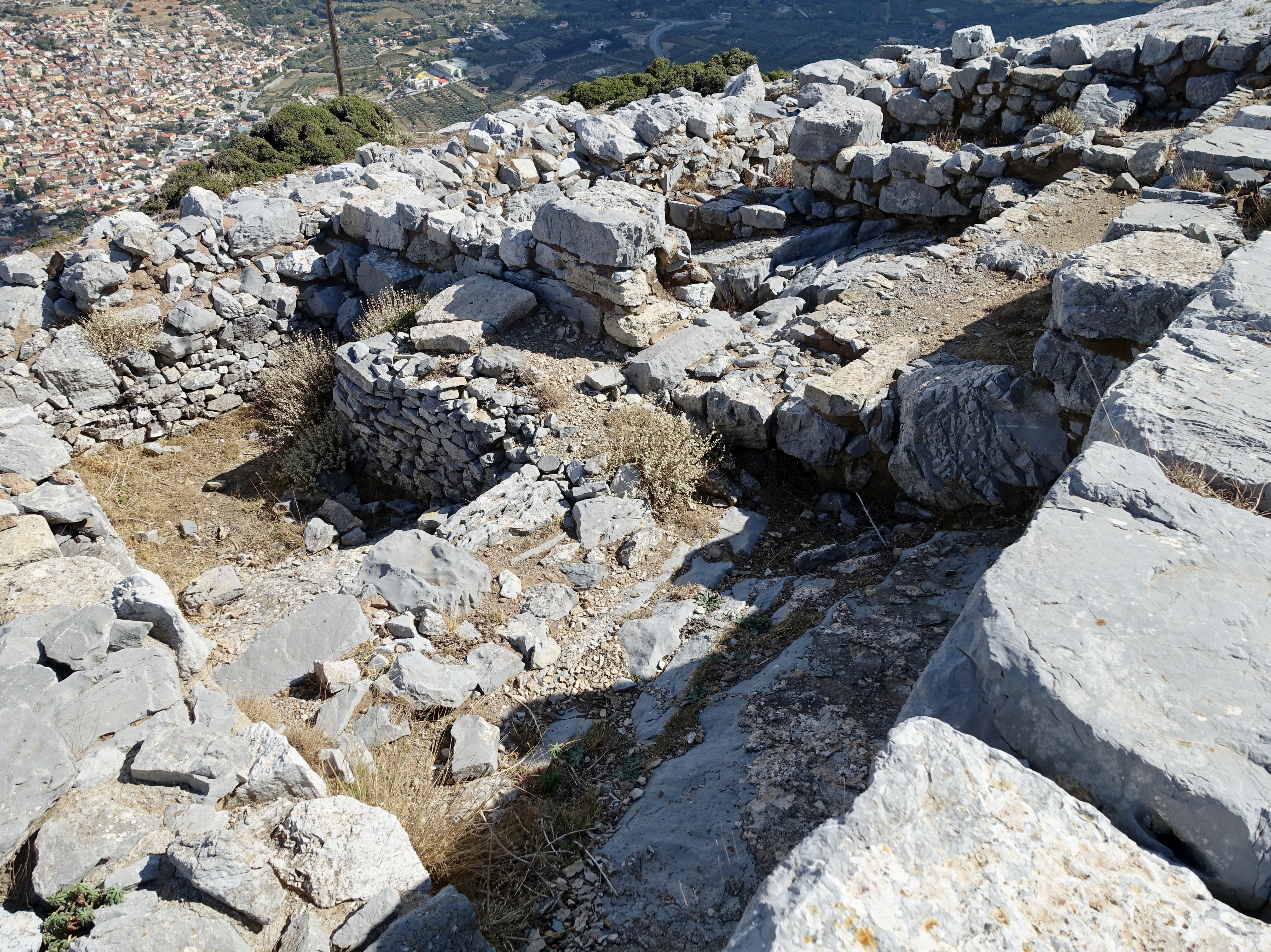
Aneinandergereihte Räume

Die Umfassungsmauer (A) ist heute eingestürzt. Ihr Verlauf kann jedoch noch größtenteils anhand den Steinmassen nachverfolgt werden. Es wird vermutet, dass die Ecken durch Bastionen verstärkt waren. Das Tor (B) befand sich im Norden.
Südlich der Sendestation (C) befindet sich das eigentliche Heiligtum (E). Hier wurde eine Muttergottheit, die gelegentlich auch als Große Göttin bezeichnet wird, verehrt. Auf dem höchsten Punkt gibt es eine 9 Meter tiefe Erdspalte. In diese wurden Opfergaben geworfen und Trankopfer gegossen. Südwestlich fand man einen gestuften Altar. Neben diesem entdeckte Evans einen Kernos, ein Steingefäß mit Mulden für Opfergaben. In der Nähe fand er einen Hort bestehend aus 2 großen und 32 kleinen Doppeläxten.
Die unterste Schicht, die aus der ältesten Zeit (MM I A) datiert, bestand aus grauer Asche, die von Brandopfern stammte. Zu dieser Zeit gab es hier ein Freiluftsanktuar und Gebäude aus vergänglichem Material. Später (MM III) wurde auf dem höchsten Punkt ein Steingebäude errichtet, dass über eine Rampe von Südosten zugänglich war. Man betrat erst einen Vorraum. Von diesem gelangte man nördlich in einen weiteren Raum und östlich in einen langgezogenen Raum. Östlich des langgezogenen Raumes gab es fünf fast gleich große Räume, die sich von Süd noch Nord aneinander reihten.